# Jord (egendom)
Denna artikel handlar om jord eller mark ur ekonomiskt, juridiskt och kulturgeografiskt perspektiv. Se jord och mark för andra betydelser av ordet.
Jord eller mark, ibland kallad fast egendom, är delar av jordens fasta yta och innanmäte (till exempel mineraltillgångar) som har en ägare. Vissa delar av jordens mark, till exempel marken i Antarktis, har dock ingen ägare; se terra nullius för fler exempel.

## Jordägandets historia
Jordägande uppstod under antiken när jordbruk blev viktigt, och ökade med tilltagande befolkningstäthet. Fram till den industriella revolutionen var jord och arbetskraft de viktigaste produktionsfaktorerna i det storskaliga samhället.

## Jordägande i Sverige
Jord delas in i fastigheter. Ägande av fastigheter i Sverige regleras enligt jordabalken. Man kan även äga en viss del jord (mark) som man får bruka jord på, eller bo på. Men i vissa fall måste man ha bygglov när man ska bygga.
Mark som tillhör stat eller kommun brukar kallas allmänning.